# Humor de Perdição
O "Humor de Perdição" foi um programa de televisão de cariz humorístico, emitido pela RTP em 1987. O programa era da autoria do humorista Herman José e o elenco continha os nomes de Ana Bola, Lídia Franco, Manuela Maria, Maria Vieira, Miguel Guilherme, Rosa Lobato de Faria, São José Lapa, Virgílio Castelo, Vitor de Sousa e a participação especial de Artur Semedo, no papel de Pato.
O programa foi produzido pela Edipim, tendo como produtor principal, Thilo Krasmann e como realizador, Nuno Teixeira.
Os textos do programa ficaram a cargo de Herman José.
Teve ainda a colaboração de António Tavares-Telles e Tozé Brito (esta dupla já tinham feito colaborações com o humorista nos anteriores programas O Tal Canal e Hermanias); Miguel Esteves Cardoso nas "Entrevistas Históricas" (numa primeira fase); Carlos Paião, nas canções de José Estebes e Rosa Lobato de Faria nas inspirações poéticas e numa segunda fase nas "Entrevistas Históricas", em conjunto com o Herman.

## Lista de Convidados e Entrevistas Históricas
- Episódio 1: Entrevista Histórica com D. Afonso Henriques, Tony de Matos como convidado musical e Rui Águas e Lena d'Água como convidado do José Estebes;
- Episódio 2:
- Episódio 3:
- Episódio 4:
- Episódio 5: Entrevista Histórica com Fernando Pessoa, Adelaide Ferreira como convidada musical e Valentim Loureiro como convidado do José Estebes;
- Episódio 6: Entrevista Histórica com D. Sebastião, Sérgio Godinho como convidado musical e Humberto Coelho como convidado do José Estebes;
- Episódio 7: Entrevista Histórica com Florbela Espanca, Teresa Silva Carvalho como convidada musical;
- Episódio 8: Participação especial de Carlos Paião, Rui Veloso como convidado musical e Ribeiro Cristovão como convidado do José Estebes;
- Episódio 9: Entrevista Histórica com Afonso de Albuquerque, Vitorino e Janita Salomé como convidados musicais e Manuel Fernandes como convidado do José Estebes;
- Episódio 10: Dora como convidada musical;
- Episódio 11: Entrevista Histórica com Rainha Santa Isabel, Raul Indipwo como convidado musical e Jorge Fagundes como convidado do José Estebes;
- Episódio 12: Entrevista Histórica com Almeida Garrett, Rão Kyao como convidado musical.

## Censura do programa
À primeira vista, poderíamos dizer que este programa não era muito diferente dos anteriores. Havia um espaço humorístico que tinha pelo nome de "Entrevistas Históricas", onde as maiores figuras históricas de Portugal eram satirizadas pelo seu passado, juntando os actuais acontecimentos nacionais e internacionais daquela altura, sempre numa linha de humor non-sense puro e duro, como estávamos habituados a ver. Inicialmente, as entrevistas eram escritas por Miguel Esteves Cardoso e esse momento de humor foi duramente criticado por algumas das mais altas referências políticas do país.
Herman chegou a ser acusado de brincar com referências nacionais. E sem que fosse dada qualquer explicação, o Conselho de Gerência da RTP, suspendeu as 2 últimas entrevistas históricas, devido a algumas queixas que a estação pública foi recebendo de "alguns espectadores" (sic). Seria a primeira grande polémica da vida artística de Herman. De nada serviu dizer que estávamos em 1988 e que a censura já tinha acabado.
No dia 5 de Junho de 1988, o público não viu a entrevista à Rainha Santa Isabel, já que o 11º programa não chegou a ir para o ar. No Telejornal dessa noite, a jornalista Dina Aguiar, viria informar o público que o programa teria sido cancelado. As últimas duas entrevistas (que foram para o ar, mais tarde), Rainha Santa Isabel e Almeida Garrett, foram escritas por Herman José e Rosa Lobato de Faria.

## Declarações sobre o programa
"Domingo à noite, dei aqui em casa uma festa com o elenco do programa (tinham terminado as gravações). Tivemos todos uma sensação única - que muitos de nós não tinham desde 1971 ou 72: a de ver um programa que de repente dá um salto, porque houve alguém que lhe deu uma tesourada. É uma coisa única, fica-se com falta de ar. Chegou a altura da entrevista histórica e depois só há uma cena em que entra a Manuela Maria e diz: 'Então, correu bem a entrevista?'"
Herman José in O Independente, 10 de Junho de 1988.
"Quando faltavam apenas dois (episódios) para terminar (…) é que o Conselho de Gerência reparou que o programa atentava contra os valores histórico-culturais de Portugal."
Sindicato dos Trabalhadores de Espectáculos in O Semanário, no artigo "AR chama Conselho de Gerência", 25 de Junho de 1988 
"'Eu estive para não vir, sabe? Acho este programa porco, ordinário. Se eu fosse administrador acabava com isto.' - Afonso de Albuquerque, na última entrevista histórica transmitida em Humor de Perdição."''
O Independente, 10 de Junho de 1988 
"Acho que só os animais irracionais é que guardam ressentimentos. A flexibilidade e a capacidade de reconhecer erros ou falhas são das mais nobres características dos seres inteligentes.
- Reconhece, portanto, que houve uma certa 'mea culpa'.
Tenho a minha percentagem de 'mea culpa' e essa já a assumi.
- Dir-se-ia que dos dois lados houve falhas e precipitações.
Exactamente."
Entrevista a Simões Ilharco, in Diário de Notícias, 15 de Julho de 1989 
"Fui cilindrado, um cilindro de toneladas. Antes de ir para o ar a entrevista da Rainha Isabel, suspenderam-me o programa e o Índex voltou à televisão. Havia ordens para não se falar de mim, o Fialho Gouveia tinha uma fotografia minha no concurso e teve de a tirar. Estava-se no princípio da maioria de Cavaco, com o Moniz na Informação e o vivo e moderno advogado Coelho Ribeiro (ex-SNI) é que mandava. Tive uns telefonemazinhos de umas pessoas, antes de gravar o 'sketch'. (…) O governo de Cavaco, reforçado pela maioria absoluta, andava à procura da sua identidade e o maior inimigo estava em Belém, era o Soares. (…) O primeiro Humor de Perdição era malandro, anti-regime, anti-Teixeira da Cunha, com o Cavaco a ser imitado em voz 'off'. Foi o mais político e o mais inteligente e divertido dos meus programas. No segundo programa, o Soares foi-me visitar ao estúdio, assistindo a uma rábula, rindo, deixando-se fotografar, e aparecendo a peça no telejornal do Henrique Garcia. Eles não gostaram e vieram dizer-me que a coisa tinha mudado."
Herman José in Jornal Expresso, 13 de Junho de 1997
"Há quem fale aqui também num preço a pagar pela rebeldia anterior. Na verdade, em termos práticos, a RTP só pôs no ar o primeiro programa (Casino Royal) em 22 de Janeiro, data em que o último dos 13 episódios havia sido já gravado e montado. Herman responde que o programa lhe foi encomendado sem condições prévias. Rebate a consistência de que teria havido num ou noutro caso intervenção censória da RTP - 'duas ou três rectificações de textos deveram-se a distracções minhas ao falar em produtos comerciais' - e nega ter havido preocupações autocensórias. Compreende, no entanto, que as circunstâncias em que o Casino Royal surgiu tenham levado alguns a colar-lhe a etiqueta de 'programa do compromisso e das pazes'."
Adelino Gomes em "O método das castanholas" in O Público, 11/MAR/90 